# Kuwanšeš
Kuwanšeš ist ein hethitisches Götterkollektiv. Nur selten tritt auch eine einzelne Kuwanša auf. Sie  werden im Rahmen des Monatsfestes (CTH 591) und des Festes für die Unterirdischen Gottheiten (CTH 645) verehrt.
Die Kuwanšeš werden häufig nach der Gottheit Waškuwatašši genannt, deren Funktion unbekannt ist. In einem Ritual erhalten sie ein Schafopfer zusammen mit dem vergöttlichten Tag. Da im Ritual für die Unterirdischen Gottheiten Waškuwatašši und Kuwanšeš unmittelbar nach den „Männlichen Göttern“ und Maliya angerufen werden, schlug Onofrio Carruba vor, in den Kuwanšeš den Namen für die „Weiblichen Göttinnen“ zu sehen, und verbindet den Namen mit dem indogermanischen Wort für Frau *guen- (vgl. altgriechisch γυνή, gyné; gotisch: qens ‘Frau’ sowie englisch: queen ‘Königin’). Willemijn Waal dagegen schlug vor, in den Kuwanšeš den Namen der Schicksalgöttinnen zu sehen, die logographisch als GUL-šeš geschrieben werden. Beide Vorschläge werden kontrovers diskutiert. Eine neu veröffentlichte Tontafel aus Kayalıpınar für das Fest der Unterirdischen Gottheiten nennt anstelle der GUL-šeš in den bis anhin bekannten Texten nun die Kuwanšeš, was Waals Vorschlag unterstützt.
Der in den spätluwischen Personennamen Kuanzapeas (Κουανζαπεας) und Kozapigramis (Κοζαπιγραμις) erhaltene Göttername Kwanza zeigt, dass diese Gottheiten bis in die Antike hinein verehrt wurden.